# Uomini e profeti
Uomini e profeti è una trasmissione radiofonica di cultura religiosa, laica e plurale, che va in onda su Rai Radio 3 ogni sabato e domenica mattina alle 9.30. Nata attorno al 1982, è stata condotta dal 1993 al 2017 da Gabriella Caramore. Rimasta dietro le quinte per guidare il passaggio di consegne, Gabriella Caramore ha annunciato il ritiro ufficiale nel corso del 2018 (le ultime due puntate sono state quelle di sabato 30 giugno e domenica 1 luglio). Tra gli ospiti ricorrenti si possono ricordare alcuni personaggi di spessore che hanno contribuito fortemente a caratterizzare la trasmissione: Paolo De Benedetti, Paolo Ricca, Enzo Bianchi, Massimo Raveri, Piero Stefani, Brunetto Salvarani e tanti altri. Per molti anni la principale voce narrante nella lettura dei testi è stata, fino alla sua prematura scomparsa (2012), quella di Danilo De Girolamo. Di una certa rilevanza è stato il ciclo di tre anni (2010-2013) di lettura integrale della Bibbia. Grazie ai numerosi studiosi ospiti, di varia formazione, presenti in trasmissione (e alla cura di Francesca Levi, Paola Tagliolini, la regia e la redazione di Antonella Borghi, la consulenza musicale di Cristiana Munzi e il sostegno del direttore Marino Sinibaldi), il ciclo ha contribuito a riscoprire e presentare ad un vasto pubblico le molteplici chiavi di interpretazione e i retroterra storici del testo biblico.
Dalla stagione 2017-2018, dopo un periodo di conduzione di Brunetto Salvarani, Irene Santori e Benedetta Caldarulo, si alternano alla conduzione numerosi collaboratori e autori in singole trasmissioni o su cicli più lunghi di puntate. Tra loro il filosofo e psicoanalista Romano Madera, la saggista e filologa classica Silvia Ronchey, il teologo Vito Mancuso, Armando Buonaiuto, Davide Assael, Alberto Guasco, Anna Pozzi, Luigino Bruni e molti altri insigni studiosi di questioni religiose, etiche e spirituali.
L'attuale squadra del programma è formata da Benedetta Caldarulo (redazione e regia), Cristiana Munzi (consulente musicale), Elisabetta Parisi in redazione e il filosofo Felice Cimatti in conduzione.
Sotto la conduzione di Gabriella Caramore lo stile dialogico era prevalente (anche nei cicli monografici solitamente la conduttrice incalzava l'ospite con domande, commenti, osservazioni). Nel corso degli anni la trasmissione si è venuta ad articolare per lo più alternando un momento di approfondimento, spesso legato all'attualità (sabato), con una puntata dedicata alla lettura e al commento di testi (domenica), alternati a cicli di puntate monotematici. Oggi la domenica prevale invece la forma della "lezione", articolata in una serie di puntate.
Particolarmente curata è sempre stata la parte musicale di accompagnamento. Oltre che segnare i momenti di pausa, i brani musicali hanno da sempre la funzione di conferire ritmo alla narrazione e di illustrare poeticamente gli argomenti trattati.
Non tutto però è stato conservato nel corso tempo. A differenza della gestione Caramore, quando sul sito della trasmissione erano disponibili ricche schede delle puntate (corredate da ampi riferimenti bibliografici e da evocative illustrazioni, spesso inviate dagli stessi ascoltatori), le puntate presenti sulla pagina del portale Raiplay sono oggi corredate da essenziali note di approfondimento (assai scarne e talvolta del tutto mancanti); spesso vengono persino omessi i titoli delle puntate. Da registrare infine che, analogamente a tutte le altre trasmissioni rai, dopo molti anni di scaricamento libero delle puntate in formato mp3, non vengono più intenzionalmente forniti i link per il download da pc dei podcast (l'ascoltatore viene invitato a scaricare un'app per lo smartphone, la quale però non permette di conservare per uso personale i file).
La tradizionale distinzione tra le puntate del sabato ("Dialoghi") e della domenica ("Narrazioni") negli ultimi tempi (a partire dalla stagione 2022-23) è andata scemando. Se i cicli di "lezioni" rimangono fissi alla domenica, talvolta le puntate monografiche del sabato slittano al giorno successivo.

## Elenco delle puntate dalle origini al 1993 (periodo pre-Caramore)

### 1982
[elenco parziale]
- 24/01/1982 - 07/03/1982 Monografie. 'Mondo e Dio' (8 puntate: Teologia e politica/ Apocalisse e apocalissi/ Nietzsche e il crocifisso/ La stella della redenzione (Franz Rosenzweig)/ Dimensione del sacro/ Pregare/ Omaggio a Simone Weil/ Dio nel tempo). Interviste a Gianni Badget Bozzo, Giacomo Marramao, Sergio Quinzio, Maurizio Ciampa, Gianni Vattimo, Massimo Cacciari, Ruggero. Conduce Enrico Filippini
- 14/03/1982 - 30/05/1982 Monografie. Nella Chiesa: dagli anni '50 agli anni '80
- 06/06/1982 - 27/06/1982 Monografie. 'Storia del Concilio Vaticano II' (4 puntate: Una anomalia nella Chiesa del XX secolo/ Chiusura dei lavori conciliari/ Sviluppi o arretramenti?)

### 1982-1990
- [da completare]

### 1990-1991
[elenco parziale]
- 7/10/1990 - 30/12/1990 'Gli dèi di Babilonia' di Giovanni Pettinato e Silvia Chiodi. A cura di Paolo Canettieri (13 puntate: 1-La Torre di Babele: una provocazione della storia / 2-La nascita degli dèi: la risposta di Babilonia / 3-La battaglia cosmica / 4-L'uomo solo nell'universo / 5-Il diluvio universale / 6-Giobbe babilonese e il dialogo del pessimista / 7-Il dolore e la morte a Babilonia / 8-La visione dell'aldilà / 9-I maghi dei Caldei: astronomia, astrologia, divinazione / 10-La scuola teologica / 11-Il re pastore, Nabucodonosor rex, l'assassino della Bibbia / 12-L'internazionalismo fallito / 13-Il messaggio di Babilonia)

### 1991-1993
- [da completare]

## Elenco delle puntate dal 1993 alla stagione 2017-18 (periodo Caramore)